# 早川良一郎
早川 良一郎（はやかわ りょういちろう、1919年3月3日 - 1991年4月26日）は日本の随筆家。東京都出身。サラリーマン生活を経て文筆家として活動した。1991年（平成3年）、72歳で死去。

## 略歴
1919年（大正8年）3月3日、東京市麻布区材木町に生まれる。旧制麻布小学校を卒業後、麻布中学に進学するが3年で中退し、ドイツで医学を学ぶための足掛かりとしてイギリスに渡るが、語学力が乏しく、教授の薦めでロンドン大学へ聴講生として入学する。この時早川は教授がくゆらせていたパイプに興味を持ち、パイプを嗜むようになる。イギリスでは学業もそこそこに、ピカデリー・サーカスで射的をして過ごすことが多く、結局志なかばで帰国する。日本大学仏文科を経て、1940年（昭和15年）軍隊に召集され、満州に配属される。ここでロンドンで射的をしていた経験が功を奏し、軍の射撃大会で優勝し注目を集めるが、程なくして受けた健康診断で肺尖炎の診断を下され、内地送還となり、帰国後まもなく終戦を迎える。早川は海洋少年団本部を経て日本経済団体連合会に就職。50歳ごろから自身の好きなパイプをテーマとした随筆を書きはじめ、1973年（昭和48年）に私家版としての随筆集『A STUDY OF SMOKING』を199部のみ限定出版した。この随筆は、第22回日本エッセイスト・クラブ賞を受ける。翌年この作品は『けむりのゆくえ』と改題、一般販売された。以後、1979年（昭和54年）に経団連を定年退職したのちも早川は随筆家として活動を続け、数冊の著書を残したのち、1991年（平成3年）、72歳で死去した。

## 作風
早川は55歳で随筆家としてデビューした。それまでは一貫してサラリーマン生活を続けていたため、早川の作家としての活動期間は15年ほどであったが、自身のサラリーマン生活を懐古しつつ、何気ない日常生活に題材を採った彼の随筆は、1970年代、1980年代の熟年世代に共感をもって受け入れられ、順調に執筆活動を続けた。早川が書く随筆には青年期のイギリス留学時代に身につけたと思われる独特のダンディズムがあり、同じ頃から嗜んでいたパイプに関する記述も多く、処女作の『けむりのゆくえ』などはパイプ愛好家にも愛読者が多い。

## 著書
- 『A STUDY OF SMOKING』（私家版） 1973年
- 『けむりのゆくえ』（文化出版局） 1974年、のち五月書房 1997年
- 『パイプ - Pipes of the World』（共著、立風書房） 1978年
- 『パイプと月給』（文化出版局） 1979年
- 『さみしいネコ』（潮出版社） 1981年、のちみすず書房 大人の本棚 2005年
- 『散歩が仕事』（文藝春秋） 1982年、のち文春文庫 2014年
- 『むだ話、薬にまさる』（毎日新聞社） 1988年、のちみすず書房 大人の本棚 2006年